# Mission Beach
Mission Beach – dzielnica San Diego, drugiego co do wielkości miasta w stanie Kalifornia.
Mission Beach położona jest nad Oceanem Spokojnym. Graniczy z dzielnicą Pacific Beach i ujściem rzeki San Diego. Wzdłuż całej dzielnicy ciągnie się plaża z deptakiem. Mission Beach dzieli się na dwie części – północną i południową położoną na cyplu rozgranczającym zatokę Mission Bay i Ocean Spokojny.
Dzielnica zaczęła rozwijać się na początku XX wieku. Pierwsze domy zaczęto budować w latach 30. i 40. XX wieku, głównie jako małe drewniane domki wakacyjne zwane "cottages". Dzisiaj to jedno z najgęściej zamieszkanych regionów San Diego – wiele budynków zachowało swój historyczny charakter, część została przebudowana. Do 1950 czynny był drewniany most, który łączył cypel na południu Mission Beach z dzielnicą Ocean Beach. Największa atrakcja dzielnicy to plaże i parki, porty jachtowe, hotele oraz bary i kawiarnie. Znajduje się tu też park SeaWorld San Diego oraz niewielki zabytkowy park rozrywki Belomnt Park zbudowany w 1925. Jego głównym punktem jest historyczna drewniana kolejka górska Giant Dipper, która w 1987 została wpisana na listę zabytków.

## Galeria zdjęć

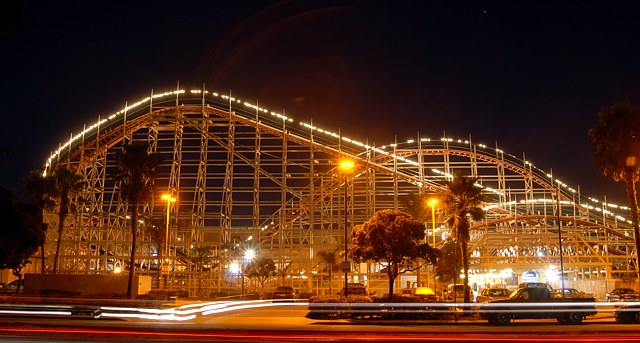
Zabytkowa kolejka na Mission Beach w San Diego
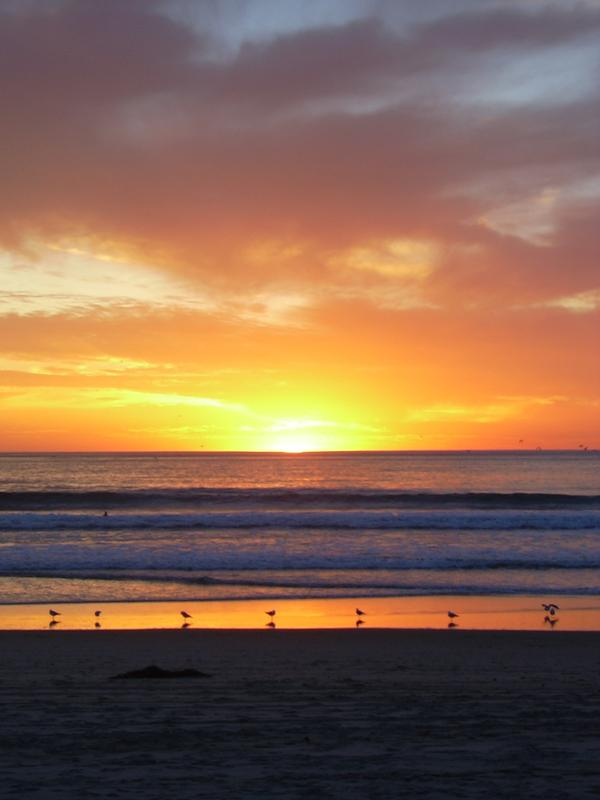
Zachód słońca na Misssion Beach
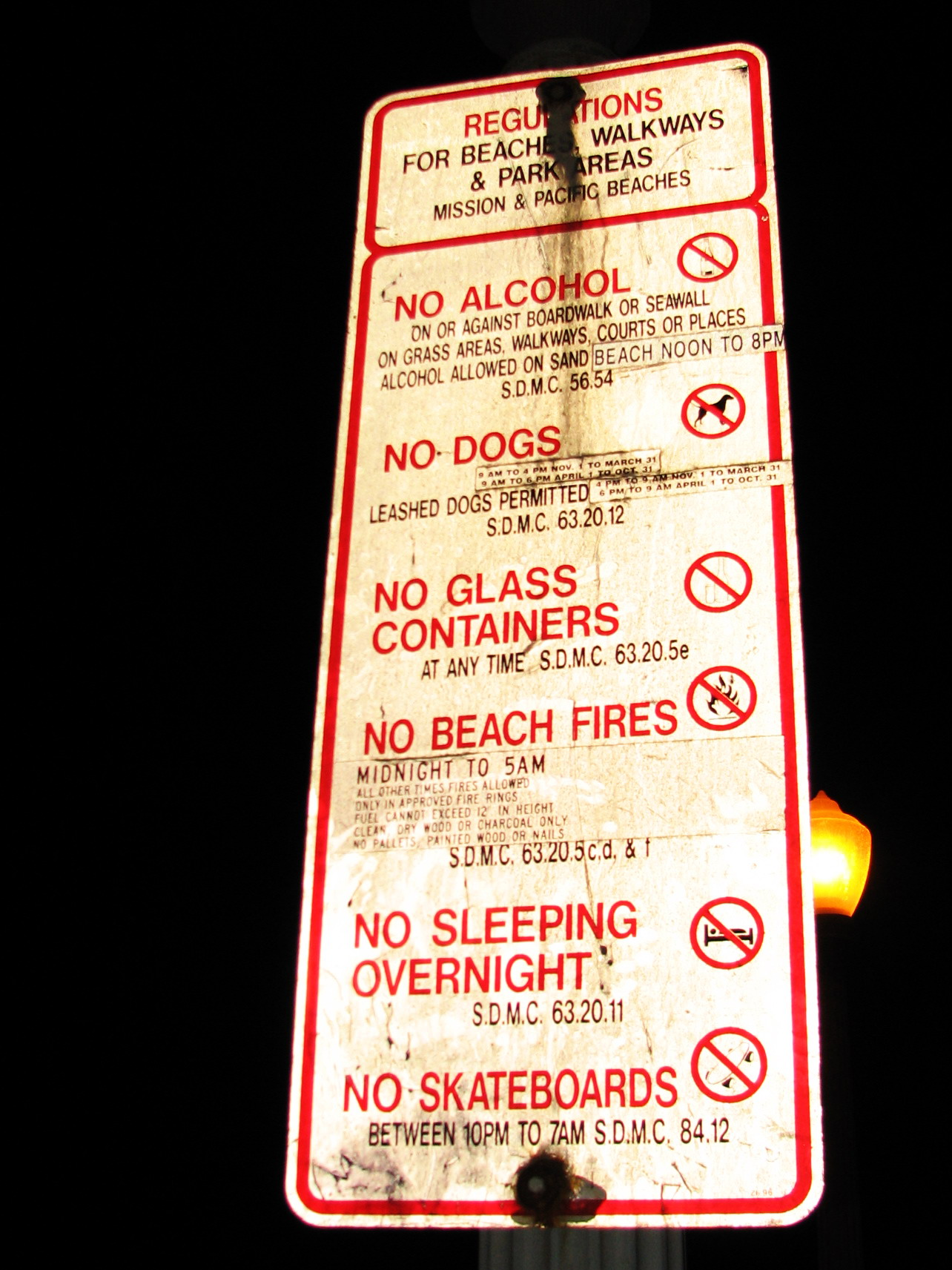
Tablica z wypisanym regulaminem korzystania z plaży Mission Beach